# ミクトカリス目
ミクトカリス目（ミクトカリスもく、Mictacea）は、フクロエビ上目に含まれる甲殻類の分類群の1つ。体長は大きくても数ミリメートル程度で、海底洞窟と深海底に生息する。ミクトカリス科とヒルスチア科の2科を含むが、後者を独立の目とする説もある。

## 体制
体は細長く円筒形。体長は1 - 3ミリメートル、最大3.5ミリメートル。
小さな背甲が頭部と、胸部の第1または第2体節までを覆うとされるが、背甲を持たず代わりに頭楯が頭部と第1胸節を覆うとみなされることもある。視覚機能は持たないが、ミクトカリス科には眼柄がある（ヒルスチア科では眼柄もない）。鰓はない。
第1胸肢（胸部第1節の付属肢）は顎脚となり外肢を欠くが、残り7対の胸肢は二叉型で、遊泳に用いられる（最後の1対は二叉型でないとされることもある）。また第2胸肢も顎脚になることもある。腹肢は単肢型で、基本的に5対あるが、退化傾向にある。尾肢は二叉型で、内肢・外肢ともによく発達する。
フクロエビ上目に共通する特徴として、成熟した雌は胸肢に抱卵のための覆卵葉を持つ。覆卵葉は、ミクトカリス科では第2 - 6胸肢の底節から生じ刺毛はないが、ヒルスチア科では第3 - 7胸肢の底節に生じて刺毛を持つ。通常、フクロエビ類の覆卵葉は成熟個体にしか生じないが、ヒルスチア科の一種では未成熟個体が覆卵葉を持つことが知られ、これは呼吸に機能すると推定されている。

## 生態
海底洞窟または深海底に生息し、デトリタス食と推定されている。

## 繁殖
交尾して繁殖すると考えられるが、実際に観察されたことはない。成体とよく似たマンカ幼生と呼ばれる状態で母親の育房を出るが、この幼生は後端の胸肢一対を欠く。ヒルスチア科ではかつて雌の標本しか得られなかったため、単為生殖のみを行うと推測されていたが、2006年に雄が初めて報告された。

## 分類
ミクトカリス目が記載されたのは1985年である。2つの研究者グループが同時期に研究を進めており、共同で新しい目として発表された。そのときに記載されたのは、バミューダ諸島の海底洞窟から見つかったMictocaris halopeと、南アメリカの深海底から見つかったHirsutia bathyalisの2種であり、前者はミクトカリス科、後者はヒルスチア科とされた。Mictaceaという学名は、ギリシャ語のmiktos（混在した）に接尾辞を付けたもので、ミクトカリス類が他の複数のフクロエビ類の特徴を併せ持つことから名づけられた。その後、ヒルスチア科では5種が新たに見つかっている。
本目は覆卵葉などの特徴からフクロエビ上目に分類されるが、その中での他の目との系統関係は不明確である。フクロエビ類のうち、形態的にはアミ目、スペレオグリフス目、テルモスバエナ目の3目にとくに似ているが、背甲が体の後方まで発達しない点、顎脚が外肢を持たない点が明確な違いである。またアミ目とは、本目はマンカ幼生を持つ点に加えて、胸肢や尾肢の節の数にも違いがある。スペレオグリフス目とは付属肢の形態に差がある。テルモスバエナ目は背側に覆卵葉を持ち、眼柄や第2触角の鱗を持たないという点で本目と識別できるが、体の後部にはほとんど差異がない。
分類学的位置付けには議論があり、ヒルスチア科を本目に含めず、独立の目Bochusaceaに位置付けるという見解もある。この場合、狭義のミクトカリス目にはMictocaris halope1種のみが属することになる。さらにCosinzeneaceaという目を設立し、狭義のミクトカリス目とスペレオグリフス目をその亜目とするという分類体系も主張されているが、その論拠には再検討の余地があると指摘されている。
以下の種が含まれる。
- ミクトカリス科 Mictocarididae Bowman & Iliffe, 1985
  - Mictocaris
    - M. halope
- ヒルスチア科 Hirsutiidae Sanders, Hessler & Garner, 1985
  - Hirsutia Sanders, Hessler & Garner, 1985
    - H. bathyalis Saunders, Hessler & Garner, 1985
    - H. saundersetalia Just & Poore, 1988

  - Montucaris Jaume, Boxshall & Bamber, 2006
    - M. distincta Jaume, Boxshall & Bamber, 2006

  - Thetispelecaris Gutu & Iliffe, 1998
    - T. remex Gutu & Iliffe, 1998
    - T. yurikago Ohtsuka, Hanamura & Kase, 2002